# 卡捷琳尼夫卡 (利希夫卡市鎮)
48°43′56″N 33°50′51″E / 48.73222°N 33.84750°E
卡捷琳尼夫卡（羅馬化：Katerynivka）是烏克蘭中部第聶伯羅彼得羅夫斯克州卡姆揚斯凱區的村莊。該村距離比連希納和利波韋1.5公里，海拔高度114米，2001年人口191。